# Monroe (Louisiana)
Monroe is een plaats (city) in de Amerikaanse staat Louisiana, en valt bestuurlijk gezien onder Ouachita Parish.
In 1790-1791 bouwden de Spanjaarden hier het Fort Miro om de vallei van de Ouachita River te controleren. Rond het fort ontstond een nederzetting.

## Demografie
Bij de volkstelling in 2000 werd het aantal inwoners vastgesteld op 53.107.
In 2006 is het aantal inwoners door het United States Census Bureau geschat op 51.555, een daling van 1552 (-2.9%).

## Geografie
Volgens het United States Census Bureau beslaat de plaats een oppervlakte van 83,9 km², waarvan 74,3 km² land en 9,6 km² water. De stad ligt aan de Ouachita River.

## Plaatsen in de nabije omgeving
De onderstaande figuur toont nabijgelegen plaatsen in een straal van 12 km rond Monroe.

## Geboren in Monroe
- Ronnie Coleman (1964), bodybuilder
- Luke Letlow (1979-2020), Republikeins politicus
- Shawn Reaves (1978), acteur
- Bill Russell (1934-2022), basketballer